# Кейн, Гил
Гил Кейн (англ. Gil Kane, при рождении Эли Кац; 6 апреля 1926 — 31 января 2000) — автор комиксов и художник компаний DC Comics, Marvel Comics и др. Наиболее известен в связи с комиксами про Человека-паука: в 1970-х Кейн работал над тремя выпусками, посвященными борьбе с наркотиками. Ему же пришлось нарисовать смерть первой девушки Человека-паука — Гвен Стейси.
Кейн проделал всю предварительную работу в выпуске #15 «The Quality of Mercy», изданного в серии Marvel по ТОСу.

## Биография
Родился 6 апреля 1926 года в Латвии в еврейской семье, которая иммигрировала в США в 1929 году, поселившись в Бруклине. Его отец торговал домашней птицей. Кейн учился в Manhattan’s School of Industrial Art, но ушёл из школы, когда получил возможность работать в MLJ Comics (позже Archie Comics).